# Franz Weber (Schauspieler)
Franz Wilhelm Weber (* 24. März 1888 in Haspe; † 10. August 1962 in Berlin) war ein deutscher Schauspieler.

## Leben
Er gab sein Debüt am 1. Februar 1907 am Deutschen Schauspielhaus in Hamburg. 1908 wechselte er an das dortige Volks-Schauspielhaus, daneben spielte er auch am Thalia Theater.
Es folgten Auftritte in verschiedenen deutschen Städten. 1926 wurde er Ensemblemitglied beim Staatstheater in Berlin. 1945 bis 1950 war er am Deutschen Theater engagiert, anschließend agierte er am Schlossparktheater.
Nach ersten Stummfilmeinsätzen ab 1920 wurde Weber erst mit Beginn des Tonfilmzeitalters ein gefragter Nebendarsteller. Meist verkörperte er ehrenwerte Herren, häufig Adlige wie den Fürsten von Ligne in dem Ufa-Jubiläumsfilm Münchhausen. 1944 wurde er angesichts seiner vielen Filmeinsätze noch auf die Gottbegnadeten-Liste gesetzt.
In seinen letzten Lebensjahren stand Weber besonders am Berliner Schillertheater auf der Bühne, außerdem wirkte er bei einigen frühen Fernsehproduktionen mit.

## Filmografie
- 1920: Der siebente Tag
- 1920: Wer war es?
- 1927: Gustav Mond … Du gehst so stille
- 1929: Kampf ums Leben
- 1930: Es gibt eine Frau, die Dich niemals vergißt
- 1931: Berlin – Alexanderplatz
- 1931: Die Koffer des Herrn O.F.
- 1931: Panik in Chicago
- 1931: Weekend im Paradies
- 1931: Die spanische Fliege
- 1932: Im Bann des Eulenspiegels
- 1933: Kleines Mädel – großes Glück
- 1933: Das Meer ruft
- 1933: Ein Unsichtbarer geht durch die Stadt
- 1934: Die beiden Seehunde
- 1934: Gern hab' ich die Frau'n geküßt
- 1934: Der Herr Senator. Die fliegende Ahnfrau
- 1934: Eine Siebzehnjährige
- 1934: So ein Flegel
- 1934: Zigeunerblut
- 1934: Wenn ich König wär
- 1934: Der Doppelgänger
- 1934: Der Fall Brenken
- 1934: Der Herr der Welt
- 1934: Die Insel
- 1935: Das Mädchen Johanna
- 1935: Lärm um Weidemann
- 1935: Stützen der Gesellschaft
- 1935: Glückspilze
- 1935: Wer wagt – gewinnt
- 1936: Annemarie
- 1936: Arzt aus Leidenschaft
- 1936: Ein seltsamer Gast
- 1936: Donogoo Tonka
- 1936: Familienparade
- 1936: Intermezzo
- 1937: Die Austernlilli
- 1937: Die Bombenidee
- 1937: Das große Abenteuer
- 1937: Kapriolen
- 1937: Urlaub auf Ehrenwort
- 1938: Dreiklang
- 1938: Fracht von Baltimore
- 1938: Skandal um den Hahn
- 1938: Tanz auf dem Vulkan
- 1938: Yvette
- 1938: Ziel in den Wolken
- 1938: Pour le Mérite
- 1939: Befreite Hände
- 1939: Der Florentiner Hut
- 1939: Ihr erstes Erlebnis
- 1939: Renate im Quartett
- 1939: Umwege zum Glück
- 1939/41: Pedro soll hängen
- 1940: Der Fuchs von Glenarvon
- 1940: Kleider machen Leute
- 1940: Der Kleinstadtpoet
- 1940: Lauter Liebe
- 1940: Das Mädchen von St. Coeur
- 1940: Was wird hier gespielt?
- 1941: Kopf hoch, Johannes!
- 1941: Friedemann Bach
- 1941: Der Gasmann
- 1941: Ich klage an
- 1941: Immer nur Du
- 1941: Das Mädchen von Fanö
- 1941: Sonntagskinder
- 1942: Hab mich lieb!
- 1942: Die Sache mit Styx
- 1942: Symphonie eines Lebens
- 1942: Weiße Wäsche
- 1942: Zwischen Himmel und Erde
- 1942: Liebeskomödie
- 1942: Der Strom
- 1943: Das Bad auf der Tenne
- 1943: Die beiden Schwestern
- 1943: Altes Herz wird wieder jung
- 1943: Floh im Ohr
- 1943: Gefährlicher Frühling
- 1943: Großstadtmelodie
- 1943: Der kleine Grenzverkehr
- 1943: Lache Bajazzo
- 1943: Münchhausen
- 1943: Nora
- 1943: Tolle Nacht
- 1943/46: Peter Voss, der Millionendieb
- 1944: Junge Herzen
- 1944: Das war mein Leben
- 1944: Es lebe die Liebe
- 1944: Ein fröhliches Haus
- 1944: Das Hochzeitshotel
- 1944: Sommernächte
- 1944: Der große Preis
- 1944: Junge Herzen
- 1944/51: Zwischen Herz und Gewissen
- 1944/54: Ein toller Tag
- 1945: Dr. phil. Döderlein (unvollendet)
- 1945: Kamerad Hedwig (unvollendet)
- 1945: Der Puppenspieler (unvollendet)
- 1945: Wir beide liebten Katharina (unvollendet)
- 1945: Das Leben geht weiter (unvollendet)
- 1947: In jenen Tagen
- 1948: Die seltsamen Abenteuer des Herrn Fridolin B.
- 1949: Der Biberpelz
- 1949: Die Buntkarierten
- 1949: Figaros Hochzeit
- 1949: Der große Mandarin
- 1949: … und wenn’s nur einer wär’ …
- 1949: Nächte am Nil
- 1950: Der Rat der Götter
- 1950: Dr. Semmelweis – Retter der Mütter
- 1950: Das kalte Herz
- 1950: Pikanterie
- 1955: Hotel Adlon
- 1956: Vor Sonnenuntergang

## Theater
- 1930: David Kalisch: 100000 Thaler – Regie: Emil Rameau (Schillertheater Berlin)
- 1939: Paul Armont/Léopold Marchand: Bridgekönig – Regie: Wolfgang Liebeneiner (Kleines Haus Berlin)
- 1946: Friedrich Schiller: Kabale und Liebe – Regie: Gustav von Wangenheim (Deutsches Theater Berlin)
- 1947: Carl Zuckmayer: Der Hauptmann von Köpenick – Regie: Ernst Legal (Deutsches Theater Berlin)
- 1948: Stefan Brodwin: Der Feigling (Landrat a. D.) – Regie: Ernst Legal (Deutsches Theater Berlin – Kammerspiele)
- 1948: Stefan Zweig nach Ben Jonson: Volpone (Carbuccio) – Regie: Willi Schmidt (Deutsches Theater Berlin)
- 1949: Bertolt Brecht: Mutter Courage und ihre Kinder – Regie: Erich Engel (Deutsches Theater Berlin – Berliner Ensemble)
- 1950: Carl Sternheim: 1913 (Christian Maske) – Regie: Günther Haenel (Deutsches Theater Berlin – Kammerspiele)
- 1951: Clifford Odets: Golden Boy (Herr Bonaparte) – Regie: Wolfgang Langhoff (Deutsches Theater Berlin – Kammerspiele)
- 1955: William Faulkner: Requiem für eine Nonne – Regie: Erwin Piscator (Schlosspark Theater Berlin)
- 1957: Hugo von Hofmannsthal: Cristinas Heimreise (Romeo) – Regie: Rudolph Steinboeck (Schillertheater Berlin)
- 1958: Félicien Marceau: Das Ei – Regie: Willi Schmidt (Schlosspark Theater Berlin)
- 1961: Leopold Ahlsen nach Fjodor Dostojewski: Raskolnikoff – Regie: Willi Schmidt (Schlosspark Theater Berlin)

## Hörspiele
- 1948: Rolf Goetze: …das Ghetto stirbt – Regie: Hanns Korngiebel (RIAS Berlin)
- 1949: Aristophanes: Lysistrata – Regie: Carlheinz Riepenhausen (Berliner Rundfunk)
- 1950: Jacques Roumain: Herr über den Tau – Regie: Hanns Farenburg  (Berliner Rundfunk)